# Denkmal für die Märzgefallenen (Eisenach)

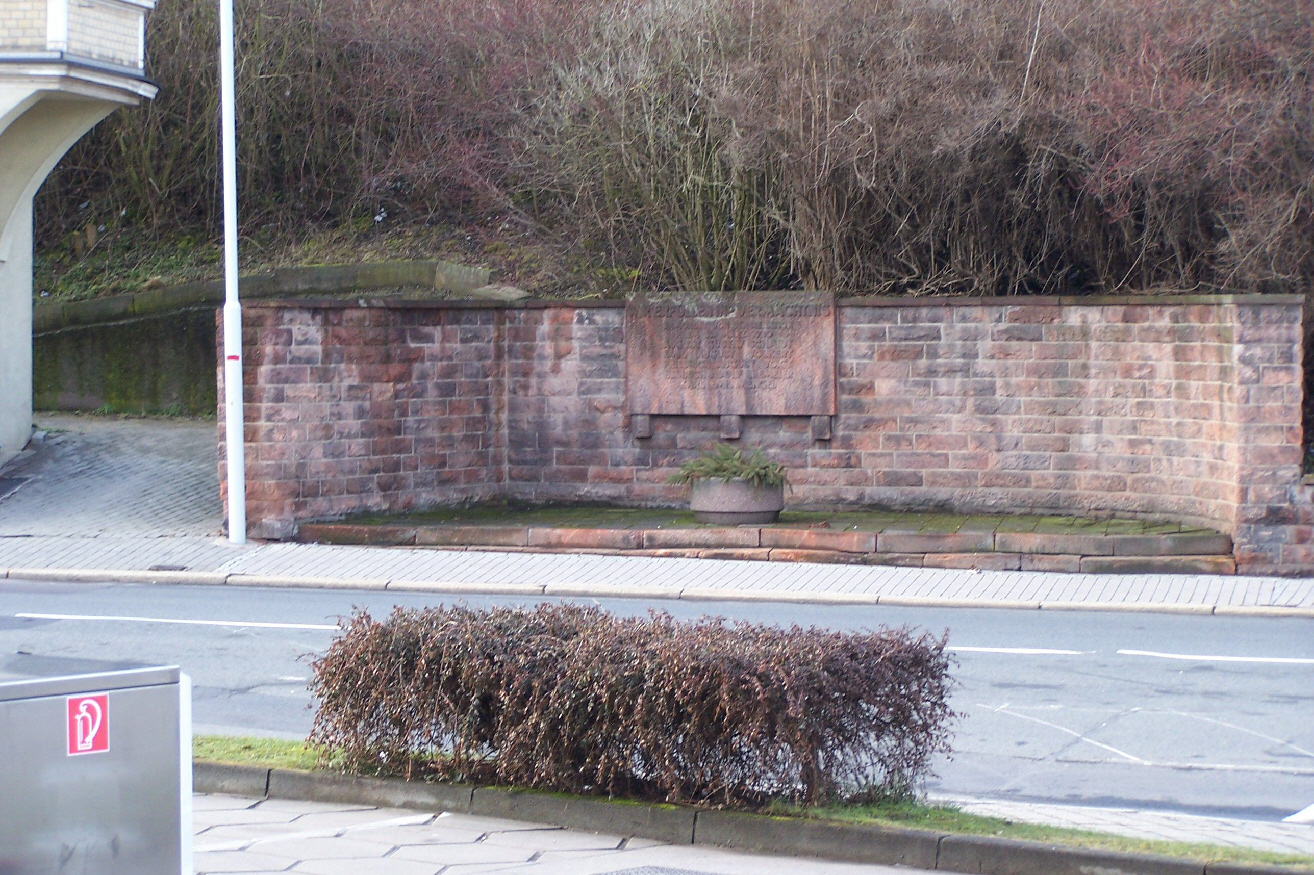
Das Denkmal an der Kreuzung Frankfurter Straße – Kasseler Straße

Das Denkmal für die Märzgefallenen in der Frankfurter Straße in Eisenach erinnert an den gewaltsamen Tod von fünf Arbeitern am 18. März 1920. Es besteht aus einer etwa 1,5 m hohen Mauer aus bossierten Sandsteinen mit einer mittig angebrachten steinernen Gedenktafel, auf der die Namen der Opfer vermerkt sind:
- August Gustav Schmidt
- Friedrich August Voigt
- Heinrich Adolf Niemeier
- Emil August Volkert
- Karl Emil Mengel

Vor der Gedenktafel wurde ein Platz für Trauerkränze geschaffen. Das Denkmal wurde am 22. März 1969 eingeweiht.

## Geschichtlicher Hintergrund
Im März 1920 führte der Kapp-Putsch auch in der Region Gotha und Eisenach zu Streiks und Unruhen. Nachdem eine Militärpatrouille der Eisenacher Garnison bereits in der Nacht zum 17. März fünf Eisenacher Bürger in einem Waldstück nahe der Hohen Sonne mit Schusswaffen festgenommen hatte, wurde am Folgetag ein patrouillierender Soldat von streikenden Arbeitern in der Stadt überrumpelt und entwaffnet. Dieses Ereignis führte seitens der Eisenacher Militärkommandantur zu einer Überreaktion, einer sofortigen Machtprobe mit der „aufständischen“ Bevölkerung. Mit dem Auftrag, die entwendete Waffe und den Täter in der Frankfurter Straße aufzuspüren, wurde ein bewaffneter Trupp von Infanteristen und Kriminalpolizisten in Marsch gesetzt. Nachdem die betreffende Person verhaftet und die Waffe aufgefunden worden war, kam es beim Abmarsch zu einem Tumult, in dem die Soldaten mit Handgranaten und Gewehrfeuer zum Angriff auf Passanten und herbeieilende Arbeiter übergingen. Hierbei blieben neben einigen Schwerverletzten die fünf genannten Eisenacher Bürger mit tödlichen Verletzungen auf der Straße zurück, die restlichen Beobachter der Aktion flohen in Panik in umliegende Häuser und Straßen.